# 加藤鐐五郎
加藤 鐐五郎（かとう りょうごろう、1883年3月11日 - 1970年12月20日）は、日本の政治家。衆議院議長（第48代）、法務大臣（第4代）。衆議院議員（12期）。

## 人物
愛知県瀬戸市出身。政界入りする前は医学博士号を持つ医師であり、戦前の帝国議会時代より衆議院議員選挙に通算12回当選。戦時中は政友会系の地方紙で現在の中日新聞社の前身の1紙に当たる新愛知新聞社の顧問を務めていた。
造船疑獄に対する指揮権発動で法務大臣を辞任した犬養健の後任法相となり、さらに警職法改正をめぐる国会審議混乱の責任を取って衆議院議長を辞任した星島二郎の後任議長に就任したことから、医師出身の政治家という自らの経歴とあわせ「後始末の専門のヤブ医者」を自称したことで知られている。造船疑獄に絡んで就任した法務大臣時代には国会閉会直前の6月9日に「（強制捜査を任意捜査への切り替えを求める）法相指示は国会閉会とともに自然消滅する」と検事総長佐藤藤佐に通知した。
戦後の新制歯科大の魁となる愛知学院大学の歯学部新設を当時の愛知県の歯科医師会（後援会会長）と共に推し進め、歯学部設立後は顧問兼名誉教授として答辞を読んだ。
元名古屋大学総長の加藤延夫は孫の婿に当たる。

## 略歴

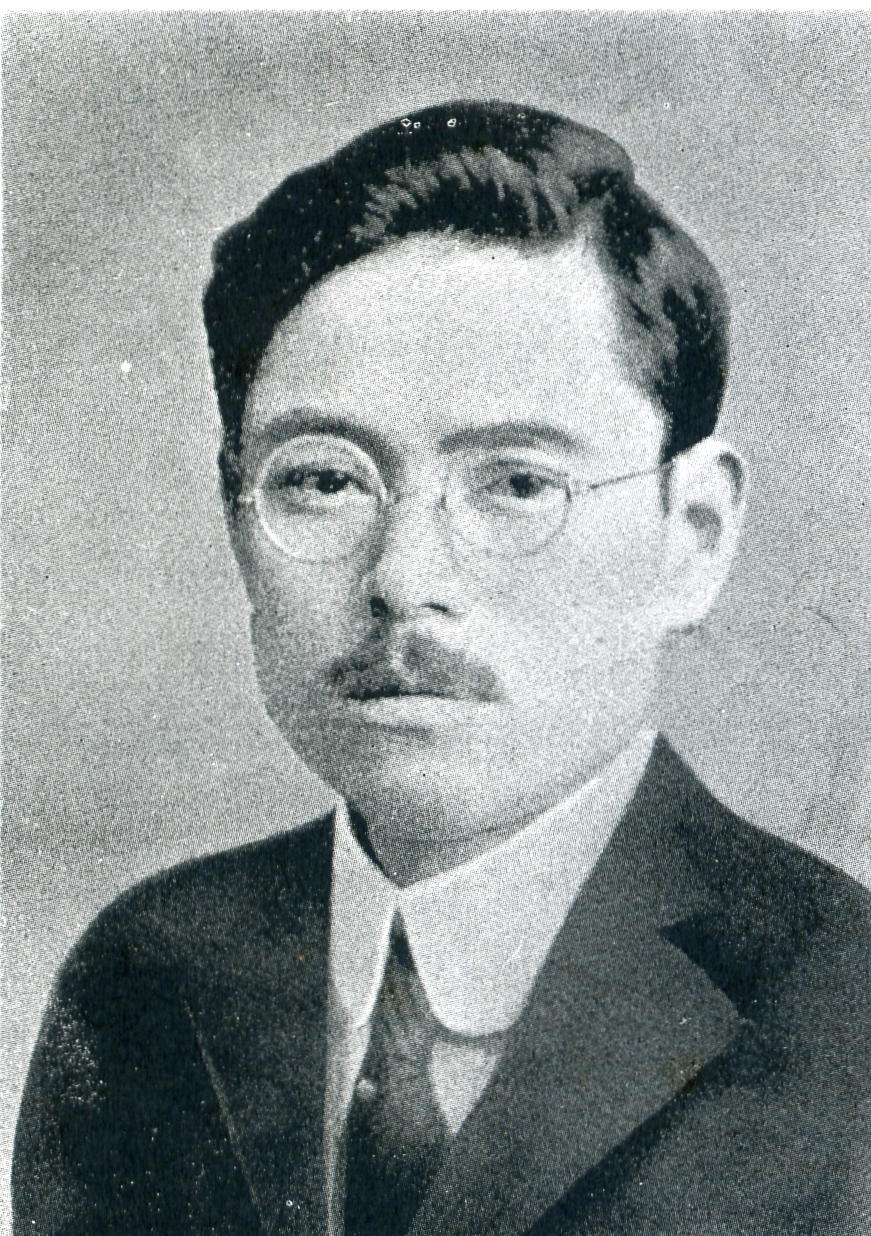
1932年頃に撮影された加藤

- 1905年：愛知県立医学専門学校（現・名古屋大学医学部）を卒業、医師となる。
- 1907年：津島済生会病院の院長に就任[3]。
- 1908年：名古屋市で開業[3]。
- 1913年：名古屋市会議員となる。その後愛知県会議員にもなる。
- 1924年：政友本党公認で第15回衆議院議員選挙に立候補し初当選。その後立憲政友会に移籍。
- 1931年：犬養内閣の商工参与官。
- 1939年：政友会が分裂したため、中島知久平率いる政友会革新同盟に所属。
- 1945年：日本進歩党の結党に参加。
- 1946年：公職追放。
- 1952年：自由党公認で、愛知県第1区より出馬、第25回衆議院議員選挙に当選し、政界に返り咲く。以後4回連続当選。
- 1953年：第5次吉田内閣に無任所の国務大臣として入閣。
- 1954年：4月22日、閣内異動で法務大臣。6月19日、再異動で無任所の国務大臣（12月10日退任）。
- 1958年：衆議院議長に就任。
- 1960年：衆議院議長を辞任。
- 1963年：第30回衆議院議員総選挙に出馬せず、政界から引退。
- 1964年：春の叙勲で勲一等旭日大綬章受章。
- 1970年：肺炎のため名古屋市東区の自宅で死去。87歳[4]。死没日をもって正五位から従二位に叙され、銀杯一組を賜った[5]。

## 所属政党
- 公職追放前：政友本党→立憲政友会→政友会革新同盟→翼賛議員同盟→翼賛政治会→大日本政治会→日本進歩党
- 公職追放解除後：自由党→自由民主党（石井派）